# Шургунур
Шургуну́р (рос. Шургунур, марій. Шӱргынур) — присілок у складі Марі-Турецького району Марій Ел, Росія. Входить до складу Карлиганського сільського поселення.
Присілок є найбільш східнішим поселенням республіки, тобто є його східною крайньою точкою.

## Населення
Населення — 170 осіб (2010; 199 у 2002).
Національний склад (станом на 2002 рік):
- марійці — 97 %